# Réservoir Blue Mesa
Le réservoir Blue Mesa (en anglais : Blue Mesa Reservoir) est un lac de barrage américain dans le comté de Gunnison, au Colorado. Situé à 2 292 mètres d'altitude sur le cours de la Gunnison, en amont du réservoir Morrow Point, il a été créé par le barrage Blue Mesa. Il est protégé au sein de la Curecanti National Recreation Area.
La localité de Sapinero se trouve sur ses rives.